# Штеблер

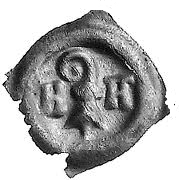
Базельский штеблер

Штеблер (нем. Stäbler от Stab - жезл, посох) — обиходное название серебряных пфеннигов, чеканившихся в форме брактеатов в Базеле с 1373 года. Своё название получили из-за изображённого на монетах епископского посоха — герба Базеля. Первоначально штеблер имел квадратную форму. Вес — 0,263 г (0,211 г серебра).
В 1403 году, после заключения Раппенского монетного союза, штеблер стал, наряду с раппеном, основной единицей союза, а его название перешло на другие пфенниги, чеканившиеся союзом. Штеблер приобрёл круглую форму с точечным кругом вдоль гурта. Изменился вес штеблера, при весе 1,212 г он содержал 0,141 г серебра. Из-за порчи монет вес и содержание серебра постепенно снижались. В 1425 году вес составлял 0,25 г (0,125 г серебра), в 1533 году — 0,19 г (0,07 г серебра).
Штеблеры чеканили также кантоны, города и аббатства, не входившие в Раппенский союз. Например, чеканка штеблера была предусмотрена конвенцией, которую заключили в 1425 году Цюрих, Ури, Швиц, Люцерн, Цуг, Унтервальден и Гларус. Из 51⁄3-лотовой марки чеканилось 992 штеблера. Штеблер конвенции имел вес 0,24 г и содержал 0,08 г серебра, то есть был хуже штеблера Раппенского союза. 360 штеблеров конвенции были равны рейнскому гульдену
В XVI веке чеканка штеблеров была прекращена, за исключением Базеля, где биллонные штеблеры чеканились ещё в XVII веке.